# Biblioteca Nacional del Kazakhstan
La Biblioteca Nacional del Kazakhstan (en kazakh escrit en ciríl·lic: Қазақстан Республикасының ұлттық кітапханасы) és la biblioteca nacional del Kazakhstan. Aquesta adquireix còpies gratuïtes legals de llibres, informació de les regions i la república kazakh, revistes dels districtes, periòdics i altres obres impreses editades al Kazakhstan. El 2009, l'arquitecte Bjarke Ingels dissenyà la nova Biblioteca Nacional del Kazakhstan, localitzada al sud de l'Auditori Estatal a Astanà, l'edifici del qual sembla un "dònut gegant metàl·lic".
Participa amb en la biblioteca digital Manuscriptorium, un projecte de la Unió Europea.
La seua web fou avaluada el 2017 trobant errors d'accessibilitat web.
Per la dècada de 2010 es van digitalitzar obres.
L'edifici construït el 2009 té un disseny basat en la cinta de Möbius i ocupa uns 33.000 metres quadrats.